# 派勒特格羅夫 (密蘇里州)
派勒特格羅夫（英語：Pilot Grove）是位於美國密蘇里州庫珀縣的城市。

## 人口
根據2020年美國人口普查的數據，派勒特格羅夫的面積為1.09平方千米，皆為陸地。當地共有人口665人，而人口密度為每平方千米610人。